# 3 kopiejki (1860–1863) BM
3 kopiejki (1860–1863) BM – moneta o wartości trzech kopiejek, bita w mennicy w Warszawie, w latach 1860–1863, jako następczyni trzykopiejkówki (1850–1869) BM, ze zmienionym rysunkiem orła, według systemu wagowego opartego na funcie rosyjskim i stopy menniczej definiującej bicie 32 rubli z jednego puda miedzi.

## Awers
Na tej stronie umieszczono orła rosyjskiego – dwugłowy orzeł z trzema koronami i z szarfami, w prawej łapie trzyma miecz i berło, w lewej jabłko królewskie, na piersi tarcza herbowa ze Św. Jerzym na koniu powalającym smoka, wokół tarczy łańcuch z krzyżem Św. Andrzeja, na skrzydłach orła osiem tarcz z herbami – z lewej strony Kazania, Polski, Taurydy i tarcza o trzech polach z herbami Kijowa, Włodzimierza i Nowogrodu, z prawej strony – Astrachania, Syberii, Gruzji i Finlandii.

## Rewers
Na tej stronie w wieńcu znajduje się nominał „3", pod nią napis „КОПѢЙКИ”, poniżej rok 1860, 1861, 1862 lub 1863, a pod nim znak mennicy w Warszawie – litery w cyrylicy В.М. (Варшавская Монета).

## Opis
Monetę bito w mennicy w Warszawie, w miedzi, na krążku o średnicy 32 mm, masie 15,36 grama, z rantem gładkim. Według sprawozdań mennicy w latach 1860–1863 w obieg wypuszczono 1 167 671 monet.
Stopień rzadkości poszczególnych roczników przedstawiono w tabeli:
| Rocznik              | Stopień rzadkości | Szacowana liczba egzemplarzy | Zdjęcie                                                 | Uwagi |
| -------------------- | ----------------- | ---------------------------- | ------------------------------------------------------- | ----- |
| 3 kopiejki 1860 B.M. | R                 | 80 001–400 000               | znane są monety z jednym rzędem piór w ogonie orła (R1) |       |
| 3 kopiejki 1861 B.M. | R2                | 3001–15 000                  |                                                         |       |
| 3 kopiejki 1862 B.M. | R2                | 3001–15 000                  |                                                         |       |
| 3 kopiejki 1863 B.M. | R1                | 15 001–80 000                |                                                         |       |

W numizmatyce rosyjskiej moneta zaliczana jest do kategorii monet cara Aleksandra II.
Moneta o tym samym nominale i takich samych rysunkach rewersu i awersu, poza Warszawą, była bita jeszcze w jednej mennicy:
| Nominał    | Lata      | Znak mennicy | Mennica       |
| ---------- | --------- | ------------ | ------------- |
| 3 kopiejki | 1859–1867 | Е.М.         | Jekaterynburg |
| 3 kopiejki | 1860–1863 | B.M.         | Warszawa      |